# Catàlisi homogènia
En química, la catàlisi homogènia és aquella reacció catalítica en la qual els reactius i el catalitzador es troben en la mateixa fase, generalment en dissolució. Les catàlisis homogènies també es poden donar en fase gasosa i, fins i tot, en sòlids. El terme s'utilitza gairebé exclusivament per descriure dissolucions i sovint implica la catàlisi per compostos organometèl"lics. Les reaccions enzimàtiques són un altre exemple de catàlisi homogènia. Normalment, en la catàlisi homogènia no es pot separar el catalitzador del medi de reacció de forma senzilla.